# فرانسوا دو هرن
فرانسوا دو هرن، (زاده ۱۰ نوامبر ۱۸۷۷ – درگذشته ۲۸ مه ۱۹۶۲) نقاش، مجسمه‌ساز و حکاکی فرانسوی بود که در ابتدا به عنوان پزشک کار می‌کرد. او نقاشی‌های بسیاری از صحنه‌ها را در الجزایر و مراکش فرانسه کشیده است و چندین کتاب هنری تألیف کرد. او در سال ۱۹۶۱ برنده جایزه چارلز بلان از فرهنگستان فرانسه برای نقاشان و مجسمه سازان، نویسندگان هنری شد همسر او، یوژنی هاردون، بعد از جدایی با مارشال فیلیپ پتن ازدواج کرد.
او در پاریس و بوکس دو پروونس زندگی می‌کرد، جایی که میدانی به نام میدان فرانسوا دو هرن به افتخار او نامگذاری شد.